# Kokusai Center (metropolitana di Sendai)
Kokusai Center (大町西公園駅?, Kokusai Center-eki) è una stazione della linea Tōzai della metropolitana di Sendai situata nel quartiere di Aoba-ku a Sendai, in Giappone. In inglese la stazione è indicata come "International Center".

## Storia
La stazione è stata inaugurata il 6 dicembre 2015 in concomitanza con l'apertura dell'intera linea. I lavori erano iniziati nel 2006. Nel 2017 presso la stazione sono stati eretti due monumenti dedicati ai pattinatori più famosi di Sendai, Shizuka Arakawa, vincitrice dell'oro olimpico nel 2006, e Yuzuru Hanyū, vincitore dell'oro olimpico nel 2014. Nel 2019, dopo che nel 2018 Hanyū era diventato il secondo pattinatore del dopoguerra capace di vincere due ori olimpici nella gara maschile, gli è stato dedicato un altro monumento.

## Linee
■ Linea Tōzai

## Struttura
La stazione è dotata di un fabbricato viaggiatori di due piani e una superficie di circa 4300 metri quadrati, mentre in sotterranea sono presenti i binari, protetti da porte di banchina a metà altezza, con un marciapiede a isola.
| 1 | ■ Linea Tōzai | per Sendai e Arai                          |
| 2 | ■ Linea Tōzai | per Kokusai Center e Yagiyama-Dōbutsu-Kōen |

## Stazioni adiacenti
| «                 | Servizio    | »           |
| Linea Tōzai       | Linea Tōzai | Linea Tōzai |
| ----------------- | ----------- | ----------- |
| Ōmachi Nishi Kōen | -           | Kawauchi    |